# Hobbsgambiet
Bij het schaken is het Hobbsgambiet een variant in de Birdopening 1. f4, die de ECO-code A02 heeft. Het Hobbsgambiet valt onder de flankspelen en is vernoemd naar de Amerikaanse schaker Richard Parker Hobbs. Deze opening wordt ook wel het Steinlachgambiet of het Steinlach-Hobbsgambiet genoemd. De beginzetten zijn 1. f4 g5.
Als wit het gambiet aanneemt kan zwart reageren met het opspelen van zijn torenpion: 2. fxg5 h6. De schaakmeesters Joel Benjamin en Eric Schiller oordeelden negatief over het Hobbsgambiet en stelden dat zwart met deze opening waarschijnlijk een "gemene, harde en korte" partij tegemoet kan gaan zien.